# 馬爾謝河

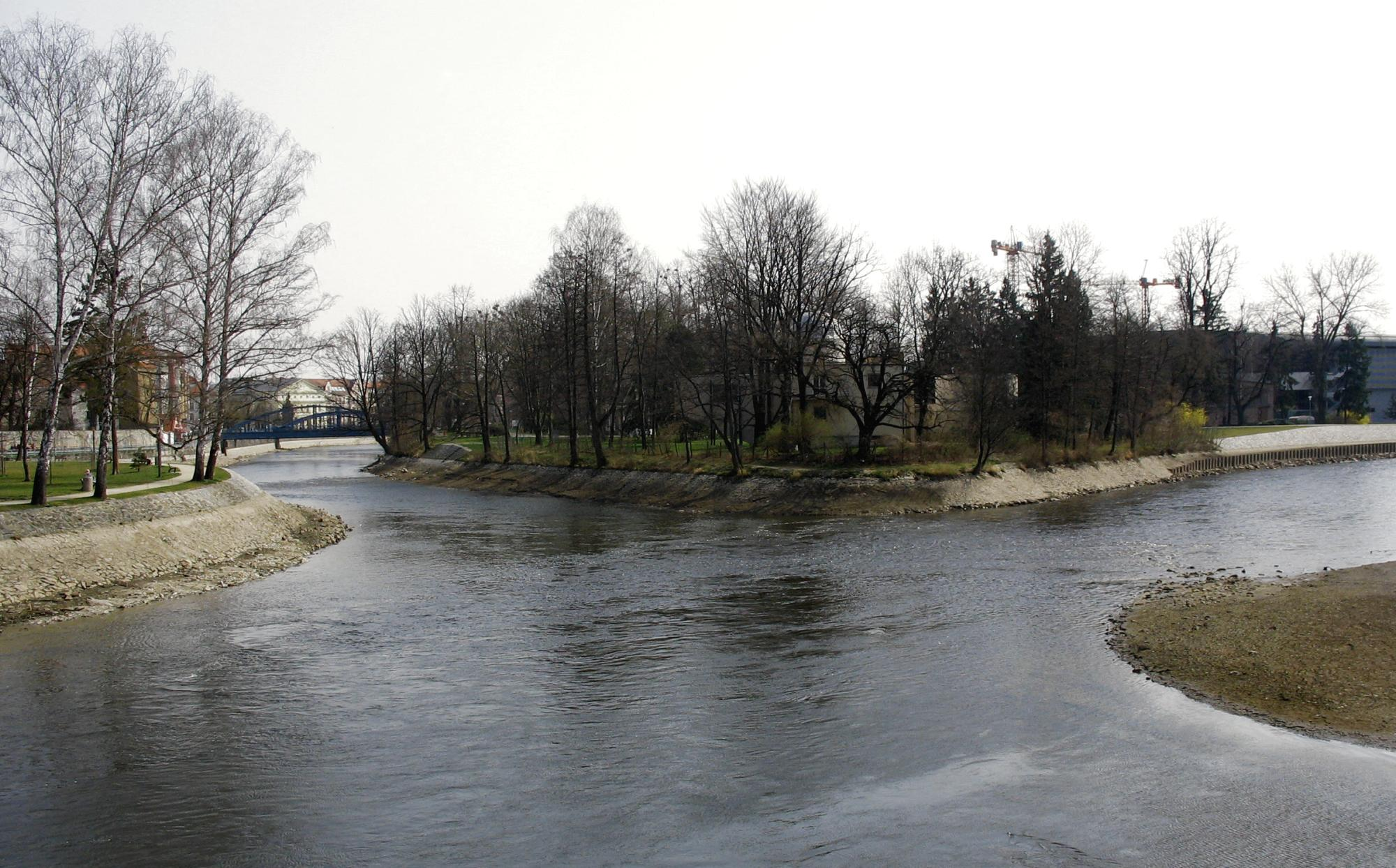

馬爾謝河是歐洲的河流，流經奧地利上奧地利州和捷克南波希米亞州，屬於伏爾塔瓦河的右支流，河道全長96公里，流域面積979平方公里，發源自桑德爾，河口處在捷克布傑約維采。